# Memories Don't Die
Memories Don't Die è il secondo album in studio del rapper canadese Tory Lanez, pubblicato nel 2018.

## Tracce
1. Memories – 0:28
2. Old Friends x New Foes – 3:27
3. Shooters – 3:28
4. 4 Me – 3:48
5. Skrt Skrt – 2:53
6. Benevolent – 3:46
7. Real Thing (featuring Future) – 4:03
8. Hate to Say – 4:09
9. B.I.D – 2:44
10. 48 Floors (featuring Mansa) – 3:43
11. B.B.W.W x Fake Show – 4:11
12. Dance for Me (featuring Nav) – 5:25
13. Pieces (featuring 50 Cent) – 5:48
14. Connection (featuring Fabolous, Davo and Paloma Ford) – 3:56
15. Hillside (featuring Wiz Khalifa and Mansa) – 3:29
16. Hypnotized – 3:11
17. Happiness x Tell Me – 7:59
18. Don't Die – 3:34